# Adons
Adons – miejscowość w Hiszpanii, w Katalonii, w prowincji Lleida, w comarce Alta Ribagorça, w gminie El Pont de Suert.
Według danych opublikowanych przez Institut d’Estadística de Catalunya w 2020 roku liczyła 5 mieszkańców – 2 mężczyzn i 3 kobiety. Liczba mieszkańców w poprzednich latach: 6 (2008), 5 (2009), 7 (2014), 6 (2015), 6 (2019).